# Espera
Espera este un municipiu în provincia Cádiz, Andaluzia, Spania cu o populație de 3.945 locuitori.
1. ↑   https://www.diariodecadiz.es/noticias-provincia-cadiz/pueblo-libro-Historia-Espera-imagenes_0_1030397271.html Lipsește sau este vid: |title= (ajutor)
2. ↑  Nomenclátor Geográfico de Municipios y Entidades de Población (20240402 edition)